# Lech Polcyn
Lech Polcyn (ur. 30 września 1964 w Białymstoku) – polski artysta wizualny, grafik, fotograf i malarz, wykładowca Akademii Sztuk Pięknych im. Jana Matejki w Krakowie i Akademii Tarnowskiej.

## Życiorys
W latach 1979–1984 uczył się w Państwowym Liceum Sztuk Plastycznych w Supraślu. W latach 1985–1990 studiował na Wydziale Grafiki Akademii Sztuk Pięknych w Krakowie. Uzyskał dyplom z wyróżnieniem w Pracowni Miedziorytu Stanisława Wejmana. Był też uczniem Zbigniewa Łagockiego.
W 1990 rozpoczął pracę w Katedrze Fotografii krakowskiej ASP, gdzie od 1995 był asystentem w Pracowni Podstaw Fotografii prowadzonej przez Zbigniewa Zegana. Od 1998 roku prowadził z Agatą Pankiewicz Pracownię Fotografii. W 1997 współpracował jako asystent fotografii przy albumie Deborah Turbeville pt. Cantor Theather. W latach 1995–2006 jako fotograf realizował zlecenia komercyjne.
Od 1991 jego prace były prezentowane na ponad stu wystawach indywidualnych i zbiorowych w Polsce, USA, Francji, Niemczech, Austrii, Szwajcarii, Finlandii, Szwecji, Słowacji. Lech Polcyn otrzymał kilkanaście nagród i wyróżnień na wystawach międzynarodowych. Wystawiał m.in. w Muzeum Sztuki Współczesnej w Krakowie MOCAK, Muzeum Historii Fotografii w Krakowie, Galerii Sztuki Współczesnej BWA w Katowicach, Muzeum Rzeźby im. Xawerego Dunikowskiego w Królikarni, Centrum Sztuki Współczesnej Znaki Czasu, Biurze Wystaw Artystycznych w Tarnowie oraz Galerii Starmach, a także w ramach wydarzeń artystycznych takich jak Biennale Malarstwa Polskiego „Bielska Jesień” oraz Międzynarodowe Triennale Grafiki w Krakowie.
Był wykładowcą w Studium Teorii i Historii Obrazu w Krakowskiej Akademii Fotografii (2008–2009). W 2009 na Wydziale Grafiki Akademii Sztuk Pięknych w Krakowie uzyskał stopień doktora sztuk plastycznych w dyscyplinie artystycznej „sztuki piękne”. Od tego samego roku prowadzi Pracownię Fotografii numer 3 (cyfrowej) w Katedrze Filmu Animowanego, Fotografii i Mediów Cyfrowych Akademii Sztuk Pięknych w Krakowie. W 2010 uzyskał stopień adiunkta, a następnie profesora nadzwyczajnego na Wydziale Grafiki ASP w Krakowie. Od 2012 jest wykładowcą Instytutu Sztuki Państwowej Wyższej Szkoły Zawodowej w Tarnowie (w 2021 przemianowanej na Akademię Nauk Stosowanych w Tarnowie, a w 2023 na Akademię Tarnowską), gdzie również zajmuje stanowisko profesora nadzwyczajnego. W 2015 na Wydziale Grafiki Akademii Sztuk Pięknych w Krakowie uzyskał stopień doktora habilitowanego sztuk plastycznych na podstawie pracy Przedmioty nie/rzeczywiste. W 2019 został członkiem Komisji Eksperckiej Polskiej Komisji Akredytacyjnej.
W latach 2011–2020 udzielił nieodpłatnej licencji Creative Commons na umieszczenie dwunastu fotografii polskich uczonych w Wikipedii.

## Twórczość
Lech Polcyn zajmuje się fotografią artystyczną (portret, autoportret, akt), malarstwem, grafiką artystyczną oraz projektowaniem graficznym.
Jednym z głównych motywów w jego twórczości jest „chaotyczna rzeczywistość” otaczająca artystę, ujmowana w prywatnym, intymnym wydaniu. W ocenie krytyczki Agnieszki Gniotek, chaos w tej twórczości ma „brać górę nad próbą porządkowania codzienności”. W sferze zainteresowań autora „znajdują się przedmioty codziennego użytku, sytuacje i uczucia rozgrywające się między dwojgiem ludzi, prywatne historie i kroniki domowe”.
W początkowym okresie Lech Polcyn tworzył przede wszystkim martwe natury i portrety. W kolejnych etapach jego twórczość ewoluowała w stronę „coraz większych uogólnień, budowania płaszczyzny płótna przy pomocy wyraźnie zaznaczonego konturu i określonej plamy barwnej, z pominięciem modelunku i światłocienia”. Coraz większym uproszczeniom ulegała forma, a także paleta kolorystyczna jego prac. Autor „gubił kolor”, tworząc kompozycje przy użyciu stonowanej palety, lub „niemal monochromatyczne”.
W konsekwencji kolejnych uproszczeń Lech Polcyn rozpoczął etap dzielenia kompozycji na mniejsze fragmenty. Fragmentacja uzyskała wymiar przestrzenny, prowadząc do powstania obiektów fotograficznych „w wyniku darcia odbitek barytowych, przerabiania ich na masę fotograficzną, zamoczoną w kleju i formowaną lub zszywaną tak, aby przybrała kształt rzeczywistych przedmiotów czy fragmentów ciała”. Tak powstałe obiekty funkcjonują pod nadaną przez artystę nazwą „obiekty rzeczywistości”.

## Wystawy i nagrody
Wystawy indywidualne
- Ideogramy rzeczywistości, clubOKOcafe, Kraków, w ramach Miesiąca Fotografii w Krakowie, 2003[12][13];
- Alegorie postmodernizmu, Galerie Daniel Martinez, Monachium, 2004[2];
- Portrety-maski, Galeria Fotografii PAcamera, Suwałki, 2004[14];
- Fragmentacja – defragmentacja, Galeria Ars Nova, Łódź, 2006[15][16];
- per/mutacje, Galerie Sandhofer, Innsbruck, 2007[2];
- Obrazy, Galeria Muzeum Farmacji, Kraków, 2011[2];
- Przedmioty nie/rzeczywiste, Biuro Wystaw Artystycznych w Tarnowie, Pałacyk Strzelecki, 2014[17][18];
- Przedmioty nie/rzeczywiste 2, Centrum Sztuki Współczesnej Solvay w Krakowie, 2017[19][20];
- „foto\grafika”, Wydział Grafiki Akademii Sztuk Pięknych im. Jana Matejki w Krakowie, 2018[21];
- Poprzez Wszechświat, Międzynarodowe Centrum Sztuk Graficznych w Krakowie, 2024[22].

Wystawy zbiorowe
- IX Konfrontacje `91, Myślenice – wyróżnienie, 1991[2];
- Fotoforum, Ružomberok – Złoty Medal Międzynarodowej Federacji Sztuki Fotograficznej, 1993[2];
- V Grand Prix Photographique du Grand Passage, Genewa, 1994[2];
- Portret Miasta – Kraków – Grand Prix, 1995[23];
- XXV Gorzowskie Konfrontacje Fotograficzne, Gorzów Wielkopolski – pierwsza nagroda, 1995[2][24];
- Hasselblad-Austrian Super Circuit, Linz – Złoty Medal VŐAV, Złoty Medal PSA Linz, 1996[2];
- Idea `97, I Ogólnopolski Przegląd Wydawnictw Reklamowych, Toruń – wyróżnienie za Raport Roczny ECKSA 96, 1997[2];
- On i Oni, Muzeum Historii Fotografii w Krakowie, 1998[c][4];
- II Ogólnopolskie Biennale Pasteli, Nowy Sącz – druga nagroda, 1998[25];
- XXVIII Gorzowskie Konfrontacje Fotograficzne, Gorzów Wielkopolski – Dyplom Honorowy Rady Artystycznej Związku Polskich Artystów Fotografików, 1998[2][26];
- Ogólnopolskie Biennale Pasteli, Nowy Sącz – nagroda Związku Polskich Artystów Plastyków Oddziału w Krakowie, 2000[2];
- 18 Festiwal Polskiego Malarstwa Współczesnego, Szczecin, 2000[2];
- 4 Triennale Grafiki Polskiej,  Biuro Wystaw Artystycznych w Katowicach, 2000;
- Sacrum – Dzisiaj II, Pałac Tomasza Zielińskiego w Kielcach – druga nagroda[d], 2001[27];
- Obraz Roku, Królikarnia, Warszawa, 2002[2];
- I Międzynarodowe Biennale Pasteli – wyróżnienie, Nowy Sącz, 2003[28];
- Over view, Galerie Daniel Martinez, Monachium, 2003[2];
- Some Like It Hot, Vernissage & Bloxham Galleries, Londyn, 2003[2];
- Triennale z Martwą Naturą, Biuro Wystaw Artystycznych w Sieradzu – nagroda czasopisma Art & Business, 2003[2];
- Międzynarodowe Triennale Grafiki w Krakowie, 2004[2];
- Targi Sztuki ST'art, Strasbourg, 2005[2];
- 6 Triennale Grafiki Polskiej,  Biuro Wystaw Artystycznych w Katowicach, 2006[29];
- Targi Sztuki, Innsbruck, 2008[2];
- Biennale Grafiki Cyfrowej Gdynia, Muzeum Miasta Gdyni, 2008[30];
- Materia medicinalis, materia artificialis – nagroda Dyrektora Muzeum Farmacji za obraz Hygieia, Kraków, 2011[31];
- Fotografia, ślady czasu i emocji, Galerie Roi Dore, Paryż, 2013[2];
- Ex Digitalis Salon, Centrum Sztuki Współczesnej w Toruniu, Labsen, 2015[32];
- Inspiracje architekturą, Galeria Promocyjna Akademii Sztuk Pięknych im. Jana Matejki w Krakowie, 2016[33];
- Rzeczy. Przedmiot i obiekt w polskiej fotografii, Starmach Gallery, w ramach Miesiąca Fotografii w Krakowie, 2017[34];
- 43. Biennale Malarstwa Polskiego „Bielska Jesień”, Bielsko Biała, 2017[35][36];
- Ciało pedagogiczne. Wystawa prac pedagogów Instytut Sztuki PWSZ w Tarnowie, Dworzec PKP w Tarnowie, 2018[37];
- Transgrafia, Fundacja Tytano, dawna fabryka tytoniu przy ul. Dolnych Młynów w Krakowie, Międzynarodowe Triennale Grafiki w Krakowie, 2018[38];
- Rzeczy i ludzie, Biuro Wystaw Artystycznych w Tarnowie, 2019[39];
- Pandemia. Sztuka w czasach zarazy, ogólnopolski konkurs plastyczny, Fundacja Pinata (wystawa online)[40];
- Artyści z Krakowa. Generacja 1950–1969, Muzeum Sztuki Współczesnej w Krakowie MOCAK, 2020[41];
- 25. Międzynarodowy Wschodni Salon Sztuki, Centrum Spotkania Kultur w Lublinie, 2020[42];
- Transgrafia 2.0. Sztuka jest przestrzenią wolności, Unity Tower, Międzynarodowe Triennale Grafiki w Krakowie, 2021[43][44];
- Cyfrowe konfrontacje, Wielka Zbrojownia Akademii Sztuk Pięknych w Gdańsku, 2022[45][46][47];
- Czasoprzestrzenie graficzne, Muzeum Akademii Sztuk Pięknych im. Jana Matejki w Krakowie, 2023[48];
- Momentum, Międzynarodowe Triennale Grafiki w Krakowie, Nowohuckie Centrum Kultury, 2024[49];
- 12 wystawa grafiki Członków Stowarzyszenia Międzynarodowe Triennale Grafiki w Krakowie, Międzynarodowe Centrum Sztuk Graficznych w Krakowie, 2025[50].

## Publikacje
- Trójwymiar. Techniki i metody pozyskiwania obrazów trójwymiarowych / Three dimension. Techniques and methods for the acquisition of tree-dimensional image, Wydawnictwo Akademii Sztuk Pięknych im. Jana Matejki w Krakowie, 2023 (redakcja)[51][52].

## Odznaczenia i wyróżnienia
- Medal Srebrny za Długoletnią Służbę (2015)[53]
- Nagroda Rektora Akademii Sztuk Pięknych im. Jana Matejki w Krakowie – nagroda zespołowa za osiągnięcia organizacyjne, wraz z Anną Kusztrą i Zofią Szczęsną (2022)[54][55]